# مار شلاقی راه‌راه
مار شلاقی راه‌راه (نام علمی: Coluber taeniatus) نام یک گونه از تیره قمچه‌ماران است.